# Polsten
Polsten – brytyjskie działko przeciwlotnicze, zaprojektowane przez polskich, czechosłowackich i brytyjskich inżynierów na podstawie szwajcarskiego działka Oerlikon 20 mm. W porównaniu z Oerlikonem składającym się z 250 części, Polsten składał się z zaledwie 119 części, co jednak nie miało żadnego negatywnego wpływu na skuteczność czy niezawodność tej broni. Uproszczenie konstrukcji działka wpłynęło także na znaczne obniżenie jego kosztów produkcji. O ile produkcja jednego działka Oerlikon kosztowała około 350 funtów szterlingów, to wersja polska kosztowała pomiędzy 60 a 70 funtów. Jedyną znaczącą różnicą pomiędzy Oerlikonem a Polstenem był obsługiwany przez nie magazynek – Oerlikon używał niewygodnego i nielubianego przez obsługę 60-nabojowego magazynka bębnowego, a Polsten mógł używać zarówno jego jak i wygodniejszego, lżejszego i tańszego w produkcji 30-nabojowego magazynka pudełkowego.
Produkcję tej broni rozpoczęto w 1944. Nie wyparła ona z użycia Oerlikona (nie było potrzeby wycofywania równie dobrej, już wyprodukowanej i używanej broni) i obydwa te działka były używane równolegle. Zewnętrznie Polsten był na tyle podobny do Oerlikona, że mógł być używany w tych samych zastosowaniach, w tych samych łożach czy mocowaniach co działko szwajcarskie. Używany był w roli działka przeciwlotniczego i pomocniczego uzbrojenia czołgów (między innymi brytyjskiego Centuriona). W British Army służył jeszcze w latach 50. XX wieku. Pomimo że broń ta nie jest już produkowana od dłuższego czasu, jest jeszcze używana w wielu krajach Trzeciego Świata.

## Nazwa
Pochodzenie nazwy „Polsten” nie jest do końca jasne, niektóre źródła podają, że pochodzi ona od słów Pol i Sten, ale działko to nie było ani zaprojektowane, ani produkowane w zakładach Stena. Bardziej prawdopodobne wydaje się, że nazwa pochodzi od słów Polska, być może Tchechoslovakia (magazynek był zaprojektowany przez czeskiego inżyniera) i Enfield, i wzoruje się na nazwach takich jak Bren (Brno + Enfield) czy Sten (Shephard, Turpin + Enfield).  Spotyka się także wytłumaczenie, że „sten” w nazwie działka ma oznaczać, iż działko to, podobnie jak pistolet maszynowy o tej nazwie, było bardzo proste w budowie i tanie w produkcji.

## Byli użytkownicy
- Kanada
- Polskie Siły Zbrojne
- Stany Zjednoczone
- Wielka Brytania
- Australia